# The Feelies
I Feelies sono un gruppo musicale rock statunitense, originario di Hoboken (New Jersey) e formatosi nel 1976.
Attivi fino al 1992 e riformatisi nel 2008, hanno pubblicato sei album tra cui Crazy Rhythms, loro LP d'esordio del 1980, considerato una pietra miliare della storia del rock.

## Stile
Il gruppo sfoggiava un look da nerd che li avrebbe caratterizzati per il resto della loro carriera, distinguendosi nel mondo del rock per il loro progetto di far convivere avanguardia e tradizione, riscoprendo il suono chitarristico del folk rock anni sessanta ma anche le ritmiche ossessive e nervose di gruppi come Velvet Underground e Stooges. Nei loro dischi la parte vocale è considerata semplicemente alla stregua di un altro strumento, venendo mixata allo stesso volume degli altri strumenti e finendo spesso coperta dal suono complessivo.

## Storia
(Aldous Huxley, Brave New World)
Si sono formati nel 1976 dall'iniziativa di Bill Million e Glenn Mercer entrambi cantanti e chitarristi che si conobberto alle scuole superiori ed a cui si aggiunsero il bassista John J. ed il batterista Dave Weckerman. Questi ultimi vennero rimpiazzati nel 1977 rispettivamente da Keith Calyton e Vinny Denunzio. Il nome della band fu ispirato ad una specie di intrattenimento ideato ed immaginato da Aldous Huxley nel romanzo Il mondo nuovo. Nel 1978 il batterista Anton Fier sostituì Denunzio e l'anno successivo i Feelies incisero il loro singolo di debutto Fa-ce-la per la britannica Rough Trade Records.
La loro opera più celebre e acclamata dalla critica è il primo album, Crazy Rhythms, pubblicato nel 1980 dalla Stiff Records.
Le chitarre di Mercer e Million dialogano incessantemente, costruendo, insieme alla batteria, trame ritmiche nervose e cadenzate memori di certo rock dei Television. Il disco contiene anche una versione stravolta del brano dei Beatles Everybody's Got Something to Hide Except Me and My Monkey.
Dopo il felice debutto, il gruppo però non riuscì a ripetersi agli stessi livelli, ed iniziò all'interno della band un continuo cambio di formazione che portò i membri fondatori a militare in altre band (Willies, Trypes, Yung Wu e Foggy Notion) mentre il gruppo continuava senza di loro. La formazione originale si ricostituì nel 1985 e registrò l'album The Good Earth prodotto da Peter Buck dei REM. Non ricevendo un adeguato riscontro commerciale, il gruppo si sciolse nel 1992 dopo aver pubblicato altri due album, Only Life (1988) e Time for a Witness (1991).
Nell'estate del 2008 la formazione originale del 1983 (Bill Million, Glenn Mercer, Dave Weckerman con Stanley Demeski e Brenda Sauter) tenne una serie di apparizioni, tra cui l'apertura di un concerto dei Sonic Youth e suonando in due concerti (entrambi tutto-esaurito) al Maxwell's di Hoboken. Un anno più tardi apparirono al concerto-tributo ai R.E.M. alla Carnegie Hall e si esibirono al festival rock All Tomorrow's Parties a Monticello, NY suonando interamente il loro album di debutto Crazy Rhythms.

## Formazione
- Glenn Mercer
- Bill Million
- Dave Weckerman
- Keith DeNunzio aka Keith Clayton
- Anton "Andy" Fier
- Brenda Sauter
- Stanley Demeski
- Vinny DeNunzio
- John J.

## Discografia

### Album studio
- 1980 - Crazy Rhythms (Stiff)
- 1986 - The Good Earth (Coyote/Twin/Tone)
- 1988 - Only Life (A&M)
- 1991 - Time for a Witness (A&M)
- 2011 - Here Before
- 2017 - In Between

### EP
- 1986 - No One Knows (Coyote/Twin/Tone)

### Singoli
- 1979 - Fa Cé La
- 1988 - Away
- 1991 - Sooner or Later